# Bonnanaro
Bonnanaro – miejscowość i gmina we Włoszech, w regionie Sardynia, w prowincji Sassari. Graniczy z Siligo i Torralba.
Według danych na rok 2004 gminę zamieszkiwało 1127 osób, 53,7 os./km².